# Les Rivaux de Painful Gulch
Les Rivaux de Painful Gulch est la trente-troisième histoire de la série Lucky Luke par Morris (dessin) et René Goscinny (scénario). Elle est publiée pour la première fois du no 1186 au no 1207 du journal Spirou, puis en album en 1962.

## Univers

### Synopsis
A Painful Gulch, les familles O'Timmins, au gros nez rouge, et O'Hara, aux grandes oreilles, se font la guerre depuis longtemps; sans en finir, car ils sont maladroits. Leurs conflits ruinent le village, chaque famille préférant saboter toute installation, plutôt que de voir l'autre en profiter. Lucky Luke va pour partir, et les laisser se faire la guerre, mais un pont saboté explose sous lui. Furieux, il revient en ville, dit "j'en ai assez, si j'étais maire de cette ville j'aurais vite fait de rétablir le calme! " et à sa surprise, il est pris au mot, et immediatement nommé maire de la ville ; sur quoi le saloon explose et il est pris à partie    (" que fait l'administration? " ;  "une fois élus, tous des fainéants ! ").
Lucky Luke essaie d'abord de réconcilier les deux familles en organisant une grande fête avec des concours, où tout est programmé pour que seuls gagnent les O'Timmins et les O'Hara. Il demande aux autres habitants de perdre délibérément. Il y a par exemple un concours de tartes où seules les reparties sont savoureuses : "mon mari a insisté pour que je rate la tarte ; tant pis pour lui, il la mangera à la maison ! " ;  "moi," lui répond une autre dame, " on ne m'a rien demandé, mes tartes je les rate toujours !".  Mais rien ne déride les familles et la fête se termine en pugilat.
Lucky Luke tend un piège et enferme un type de chaque famille. Les hommes viennent alors devant la prison pour délivrer leur congénère. Lucky Luke s'est placé sur le toit, les laisse se battre, puis menace de leur jeter un paquet de dynamite, qu'il leur montre. Ils doivent entrer dans la cellule. Une fois entrés, Lucky Luke ferme la cellule et ouvre le paquet, qui ne contient qu'un pilon de poulet.
Puis il visite les patriarches, esseulés à la maison, à qui, surprise, leurs épouses intiment l'ordre de cesser cette guerre, dont ils ne savent d'ailleurs même plus la raison. Lucky Luke organise un incendie que les deux familles vont éteindre ensemble, ce qui va les réconcilier.
Epilogue : on voit le portrait d'un futur descendant prestigieux des deux familles, qui a à la fois un gros pif et de grandes esgourdes.

### Personnages, tous fictifs
- Famille O'Hara (avec de grandes oreilles) :
  - Josuah : il gagne ex æquo le concours de tir avec Bigelow O'Timmins ;
  - Mammy : épouse de Pappy O'Hara, elle en a assez de la rivalité entre les deux familles ;
  - Nathaniel : il gagne ex æquo le rodéo avec Montgomery O'Timmins ;
  - Pappy : toujours en fauteuil roulant, il en veut à la famille O'Timmins car ils empêchent les O'Hara d'utiliser l'eau de la rivière dont ils contrôlent l'accès ;
  - Zacharias : il est emprisonné par Lucky Luke en même temps que Bigelow O'Timmins.
- Famille O'Timmins (avec un gros nez rouge) :
  - Bigelow : il gagne ex æquo le concours de tir avec Josuah O'Hara ;
  - Emily « Bobonne » : épouse de « Old Timer » O'Timmins, comme Mammy O'Hara, elle en a assez des rivalités et elle enverra d'ailleurs sa famille lutter contre l'incendie chez les O'Hara ;
  - Montgomery : il gagne ex æquo le rodéo avec Nathaniel O'Hara ;
  - Old Timer : il interdit l'accès à la rivière aux O'Hara, même s'il ne se souvient plus de l'origine de leur querelle ; il aidera cependant à transporter l'eau lors de l'incendie à la suite de l'insistance de sa femme.
- Aloysius O'Timmins-O'Hara (grandes oreilles et gros nez rouge) : son portrait montre que les familles se sont bien réconciliées ; il devint maire de Painful Gulch et sénateur du Texas au Congrès mais échoua à devenir vice-président des États-Unis.

## Remarques
- L'histoire est inspirée de la querelle entre les familles McCoy et Hatfield (en) qui fit douze morts en 1878, à la suite d'une dispute qui avait démarré à propos d'un cochon[1].
- Le terme anglais Gulch signifie ravin ou « Vallée fluviale ». Le toponyme fictif Painful Gulch peut donc être traduit en mot-à-mot par « ravin douloureux ». ou au figuré "sillon à problème" (...) ou « Vallée de larmes »[réf. nécessaire].

## Publication

### Revues
L'histoire est parue dans le journal Spirou, du no 1186 (5 janvier 1961) au no 1207 (1er juin 1961).

### Album
Éditions Dupuis, no 19, 1962

## Adaptations
- Cet album a été adapté dans la série animée Lucky Luke, diffusée pour la première fois en 1984 ; le chien Rantanplan apparaît dans cet épisode.
- Le nom du bourg Painful Gulch apparaît en clin d'œil dans le film Lucky Luke (2009) de James Huth. La diligence dans laquelle Billy the Kid arrive à Daisy Town vient de Painful Gulch.
- Un clin d'œil à cet album est présent dans l'album de bande-dessinée Sortilèges de la série Mélusine de François Gilson et Clarke. Planche 34 (page 41), à l'occasion d'une joute de sorts, Mélusine lance le sort Timmins O'Hara qui donne un gros nez et des oreilles décollées[2].

## Sources
- www.bedetheque.com, « Lucky Luke » (consulté le 7 août 2008)
- www.lucky-luke.com, « Lucky Luke » (consulté le 7 août 2008)
- www.bdoubliees.com, « Parutions dans le journal de Spirou » (consulté le 7 août 2008)